# 李蘭 (演員)
李蘭（1923年—2005年1月28日），原名梁淑真，又名李冰瑩，於1946年參加第一屆香港小姐競選並且奪得第一名，成為香港歷史上第一位香港小姐冠軍，其後投身香港電影界成為演員，活躍於1950年代的粵語電影。傳聞李蘭已於2005年1月28日因病在香港離世，但未經證實。

## 生平
李蘭曾在廣州唸中學，她的父親是漢口的絲業鉅子梁海萍。未當選前，已曾接拍電影，喜愛騎馬，有7年策騎經驗。
在第二次世界大戰前，到過湖北省的漢口、上海及北平；在第二次世界大戰裡，從東江到曲江、再到桂林、重慶。1946年5月從香港到了重慶，1946年6月21日飛抵廣州，再急赴香港，在首屆香港小姐競選於當日下午6時截止報名時趕到登記處，原名「梁淑真」的她化名「李蘭」報名參加，她是當屆港姐競選最遲報名的佳麗，而「李蘭」亦成為她在香港電影界的藝名。另外，李蘭參選香港小姐後，有傳言稱她到香港後生活拮据，曾經化名陳婉紅在酒樓當接待員。

### 「香港小姐」榮銜
1946年6月23日（星期日）「英國空軍俱樂部」與「香港中華業餘泳團」在香港島北角空軍俱樂部舉行「國際慈善游泳比賽大會」，並且在下午3時的游泳比賽第九個環節，舉辦香港歷史上第一屆「香港小姐選舉」，會場設有700個座位及1,000個站位，門票分為名譽券及普通券，預售1,000張門票，門票收入用於救濟難民及殘障軍人。這屆港姐競選有11位參賽佳麗出場，當年23歲、身高5尺5寸、體重120磅的李蘭以82.9分奪得第一名，成為香港有史以來第一位「香港小姐」冠軍。
其他參賽佳麗，包括在「百樂門舞廳」當舞女，操上海話的籍貫廣東省中山縣第五區的黃金鳳（Betty，參賽名字：白光）以80.7分奪得亞軍；21歲穿白色泳衣的潘江楓以79分奪得季軍；其他佳麗的得分：「南洋影片公司」的演員：陳白露（77.2分）、潘慧蘭（77.3分）、梁小美（75.1分）、江彤蓮（74.8分）、李冰妍（67.2分）、張華蓮（66.2分）、張佩芬（59.1分）、蔡劍珍（52.9分）。
香港總督楊慕琦爵士與夫人、駐港皇家空軍司令布祿及中華民國陸軍中將余兆麒列席名譽嘉賓。雖然會場可容納1,700位觀眾，但實際上現場擠進了2千餘人，還有數千群眾在會場外圍觀。11位參賽佳麗換上泳衣後逐一出場，繞場一周展示儀態，由10人評判團給予評分。
大會宣布李蘭奪得1946年度香港小姐競選第一名後，由港督楊慕琦的夫人約瑟芬（Josephine Mary）擔任頒獎嘉賓，向李蘭頒發銀白色的香港小姐獎杯及為她繫上「香港小姐」錦帶（首三屆香港小姐未有后冠，1952年港姐才開始有香港小姐后冠加冕儀式），另有手錶及化妝品等獎品。是次「香港小姐競選」慈善籌款活動共籌得港幣8,621元。當日的盛會，包括游泳比賽、跳舞及香港小姐選美比賽的影像片段，由「南粵影片公司」的洪仲豪導演製作成長約5,000多英呎的時事電影錄影帶，隨後於1946年6月26日（星期三）在香港及九龍的4間戲院放映。

### 從影
李蘭獲選為第一屆港姐後，便得到電影公司邀請簽約拍粵語電影，並且在她當選港姐的1946年，便有由她擔任女主角的《情焰》在12月上映，而該部電影的男主角是吳楚帆。其後她活躍於1946至1954年的粵語電影，與香港當時多位著名男女演員，如關德興、曹達華、白燕、陳露華合作拍戲，包括在多部黃飛鴻電影演出，與當時的粵語片明星關德興拍對手戲，李蘭後來與一名遊樂場經理結婚，逐漸減少演出，到1961年息影。

## 部分李蘭的電影
1. 《情燄》（1946年12月），擔任女主角，當選香港小姐後的銀幕處女作；[12]
2. 《審死官》（1948年），飾演楊秀珍[13]；
3. 《郎心碎妾心》（1949年4月），擔任第二女主角；[14]
4. 《珠聯璧合》（1949年4月），擔任第二女主角，飾演梅菲菲；
5. 《差利冲破天仙陣》（1949年5月），擔任女主角；
6. 《小老虎大戰殺人王》（1949年9月），擔任女主角，飾演愛蓮；[15]
7. 《黃飛鴻傳》（上集）（1949年9月），擔任女主角，飾演陸阿觀；[16]
8. 《黃飛鴻傳》（下集）（1949年10月），擔任女主角，飾演陸阿歡；[17]
9. 《人海萬花筒》（1950年8月）；[18]
10. 《銀海春光》（1951年3月）；[19]
11. 《五虎斷魂槍》（1951年5月），擔任女主角，飾演梁素菁；
12. 《五鼠大鬧百花樓》（1953年1月），擔任第二女主角，飾演謝小嬌；
13. 《霧夜情殺案》（1954年11月）；
14. 《殺人王大戰扭計深》（1961年3月），飾演鄧夫人，息影之作。

## 外部連結
- 香港電影資料館：李蘭(梁淑真)參演電影的記錄
- 香港影庫：李蘭(梁淑真) （页面存档备份，存于）

| 前任： 首任 | 香港小姐競選冠軍 1946年 | 繼任： 吳丹鳳 |